# Museo dell'aviazione polacca

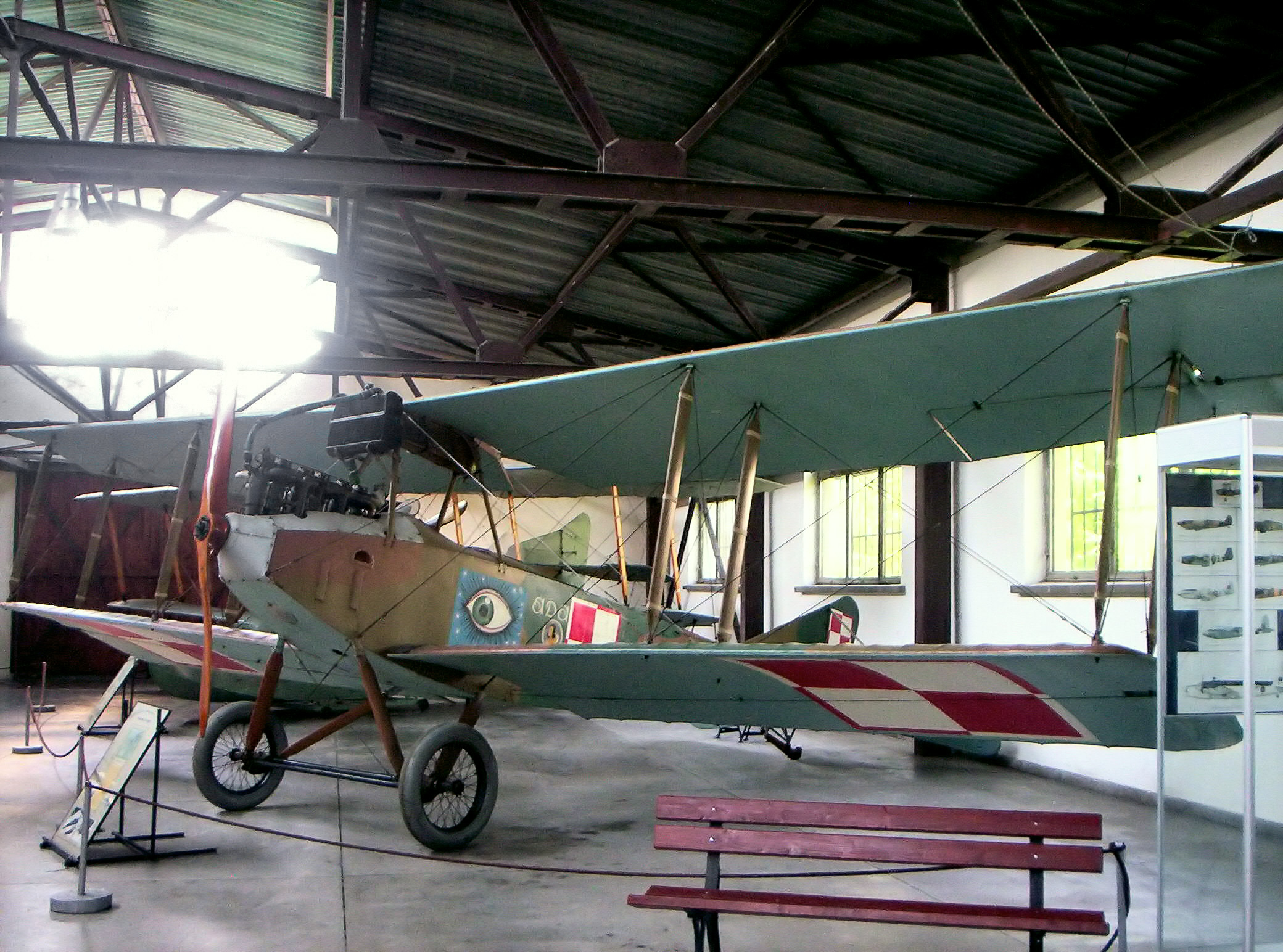
Albatros B.II.

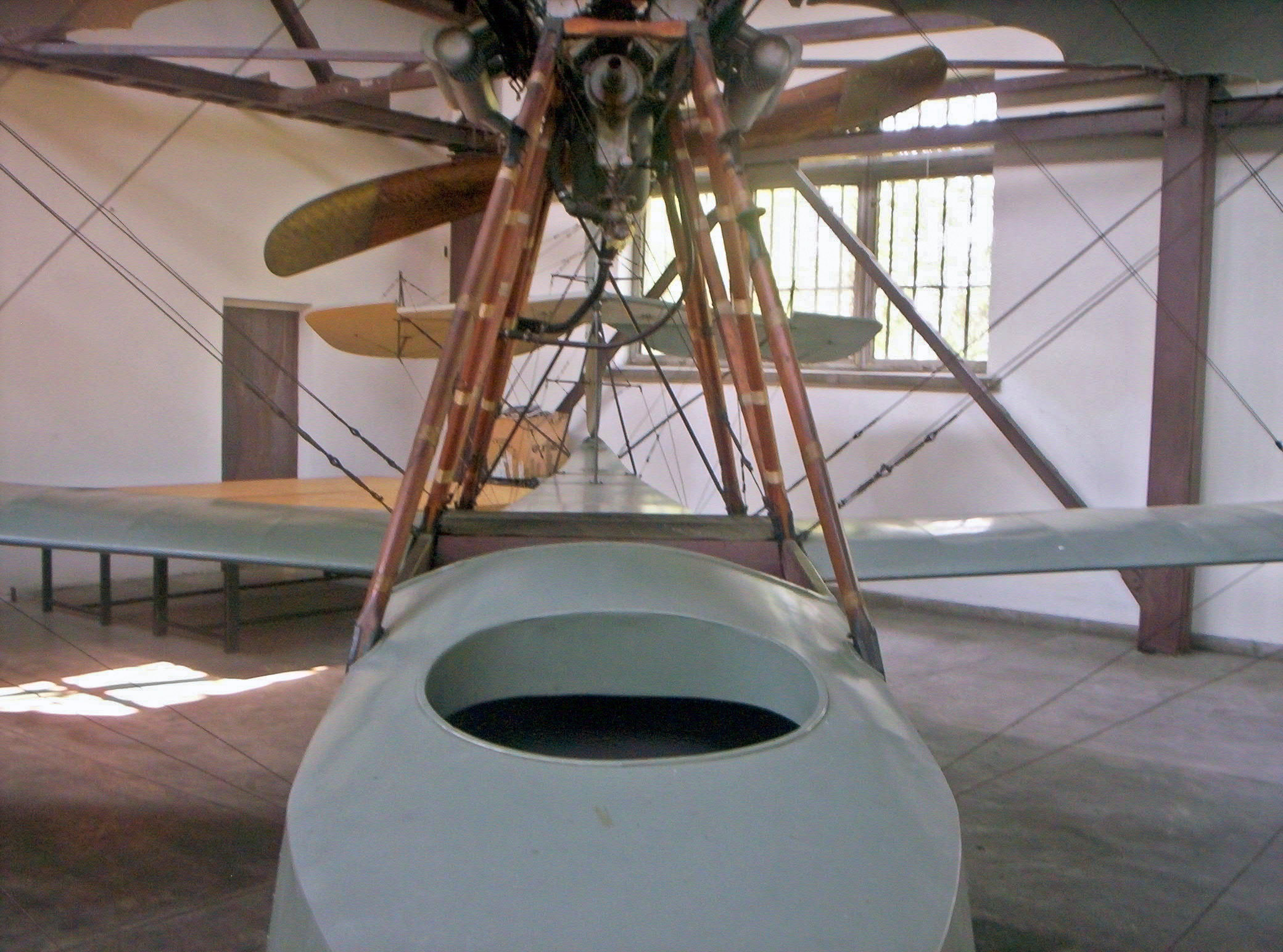
Grigorovich M-15.

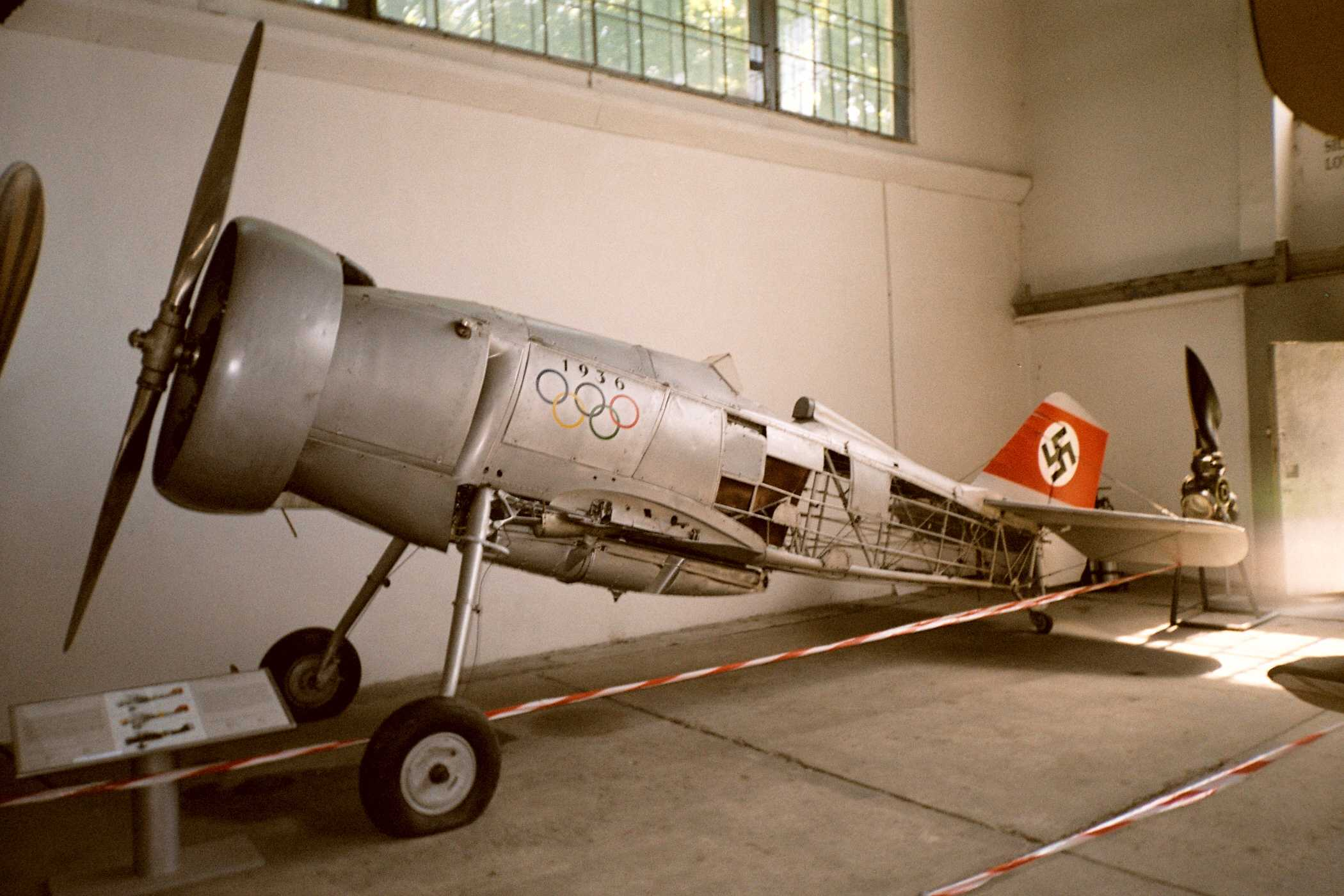
La fusoliera del Curtiss Export Hawk II

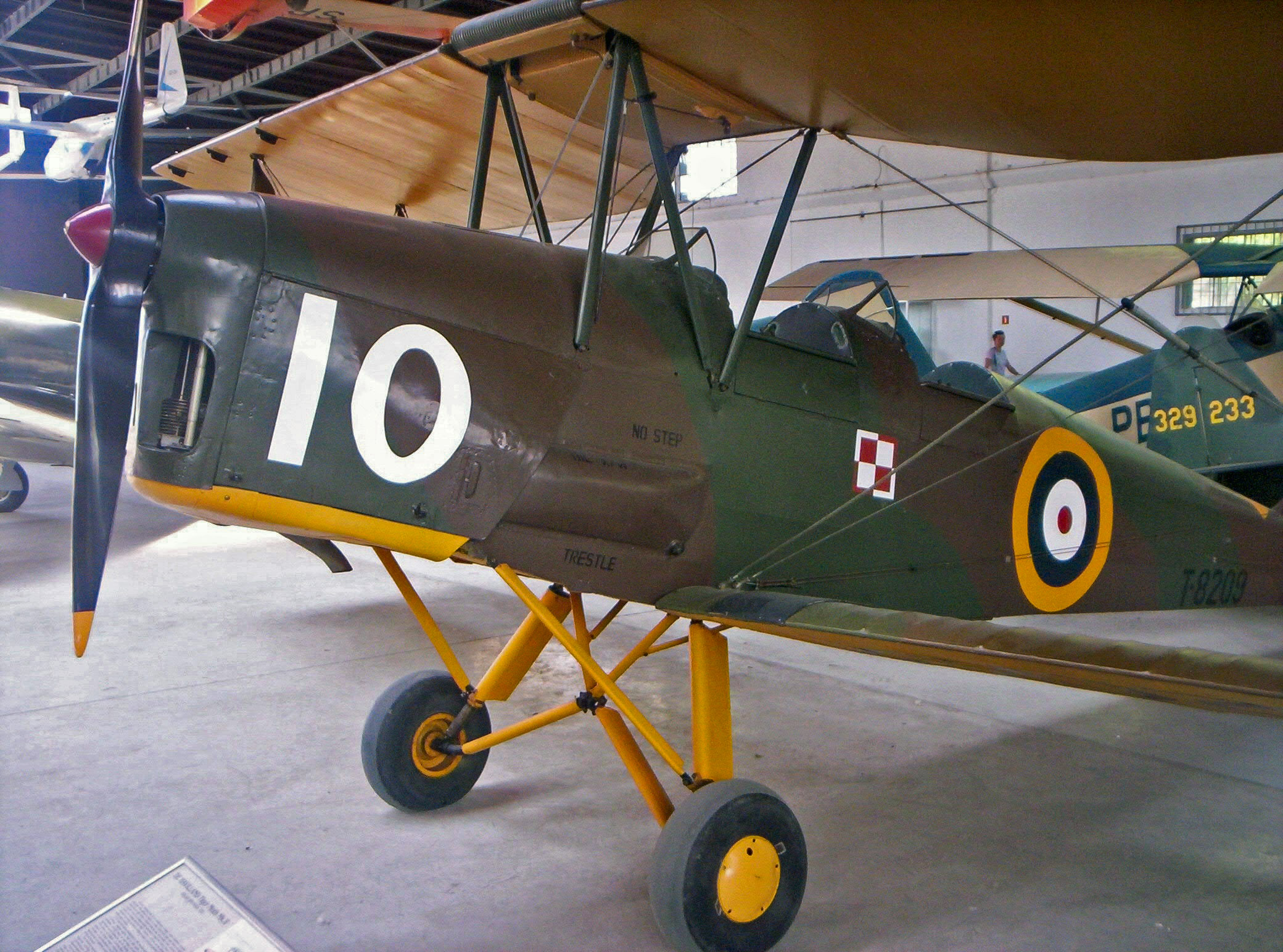
de Havilland 82A Tiger Moth II.

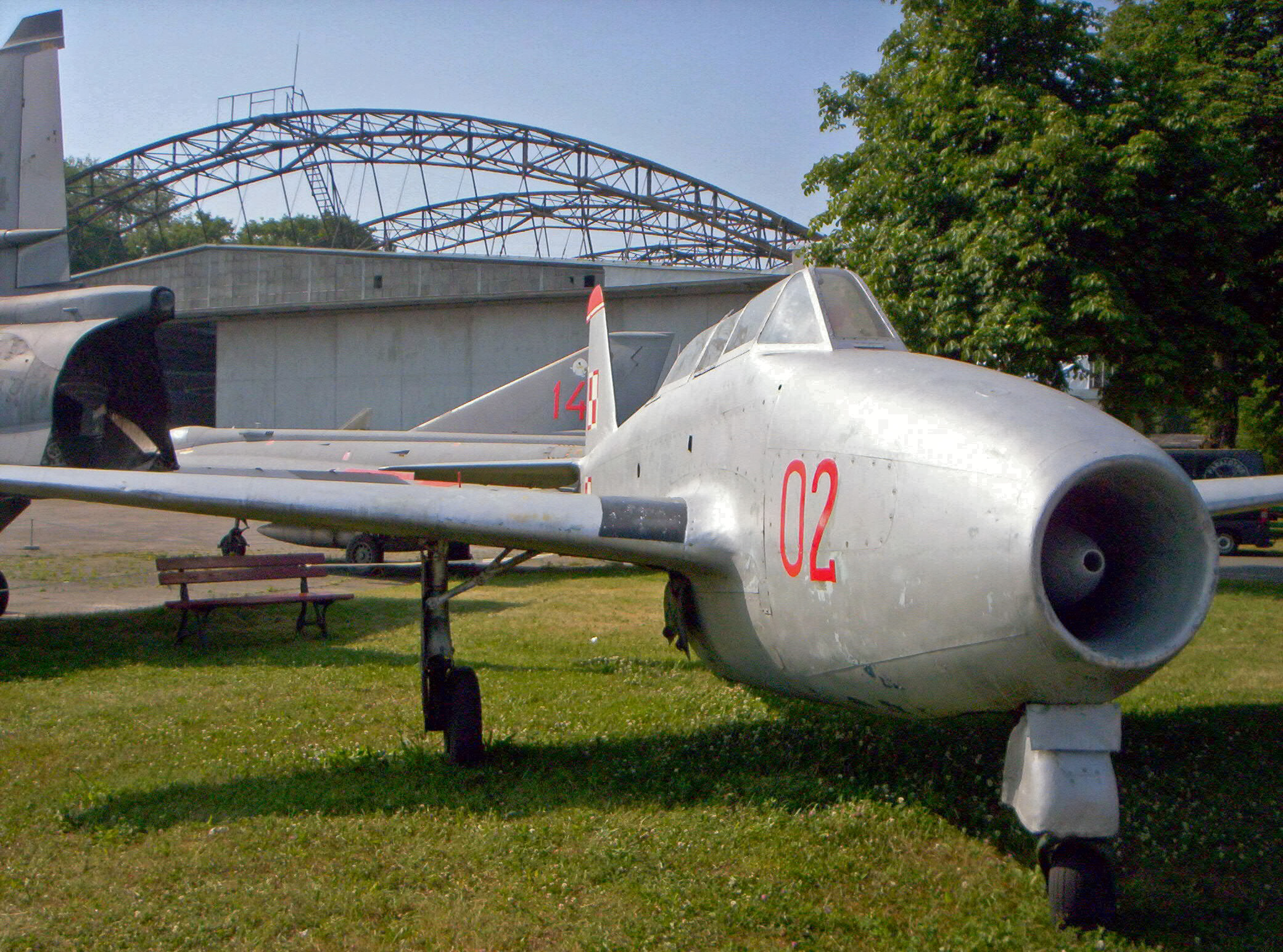
Yakovlev Yak-17UTI.

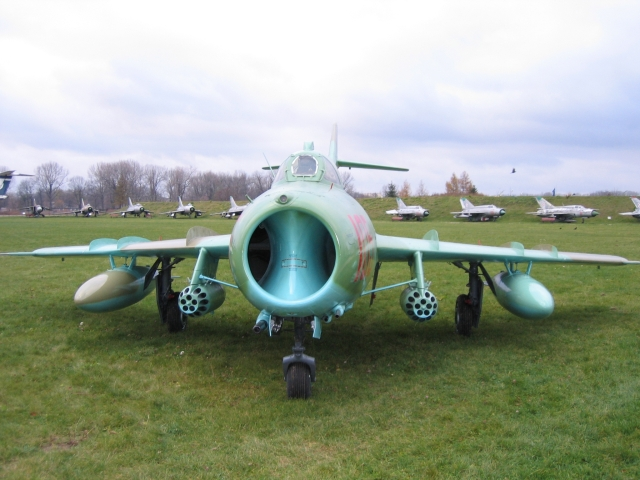
Lim-6bis in Museum (behind it - the "MiG alley")

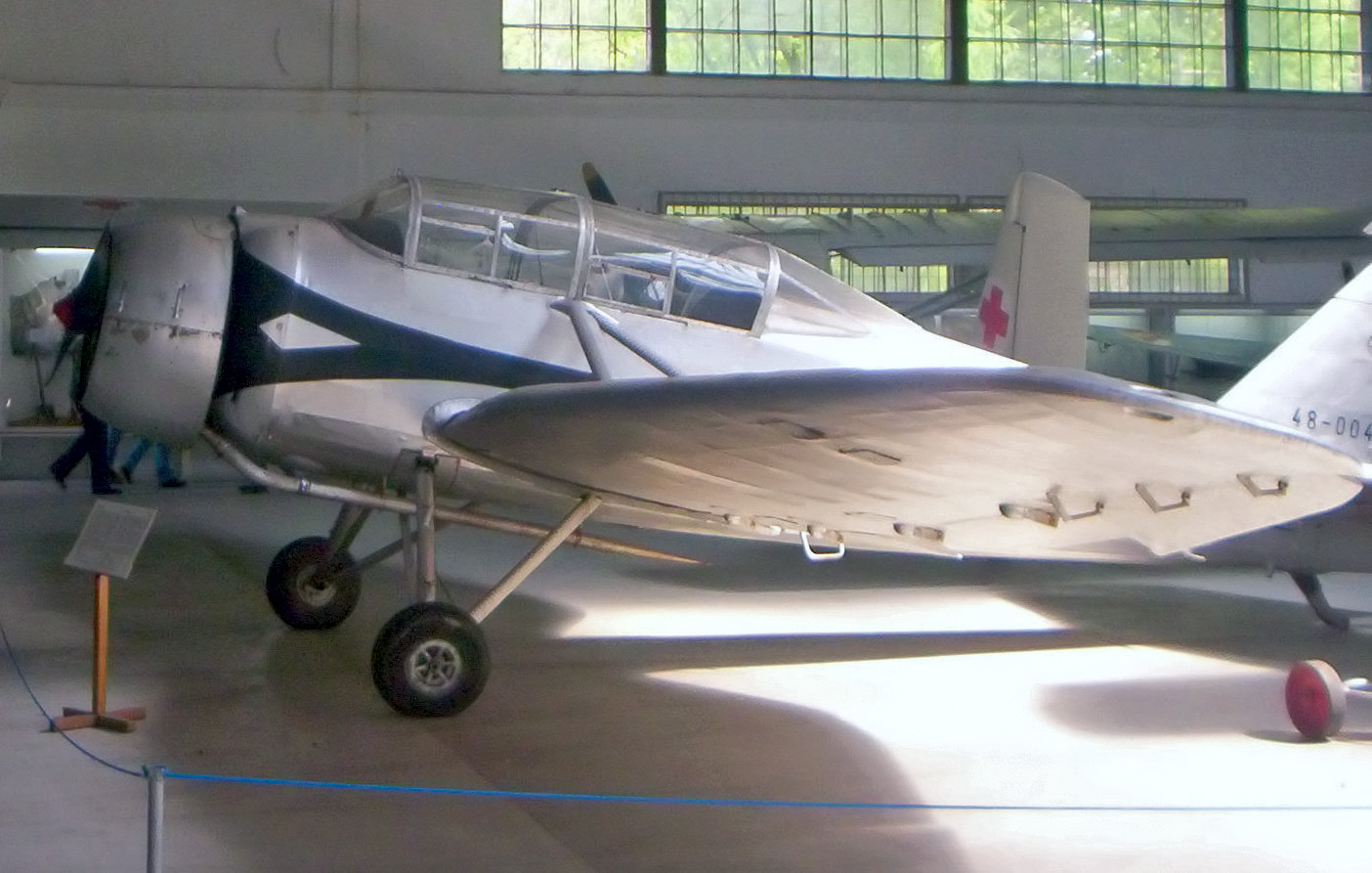
LWD Szpak-4T

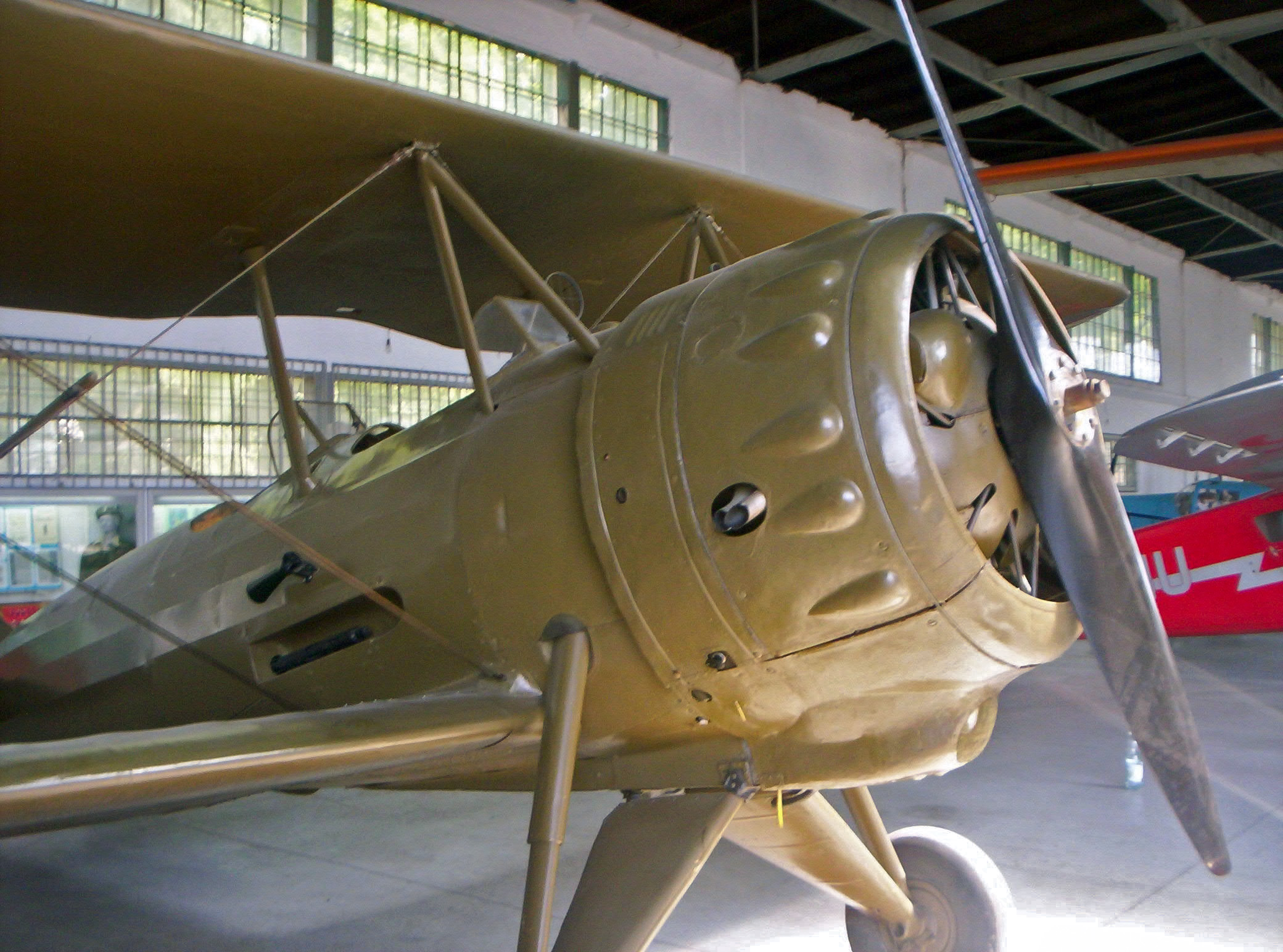
PWS-26

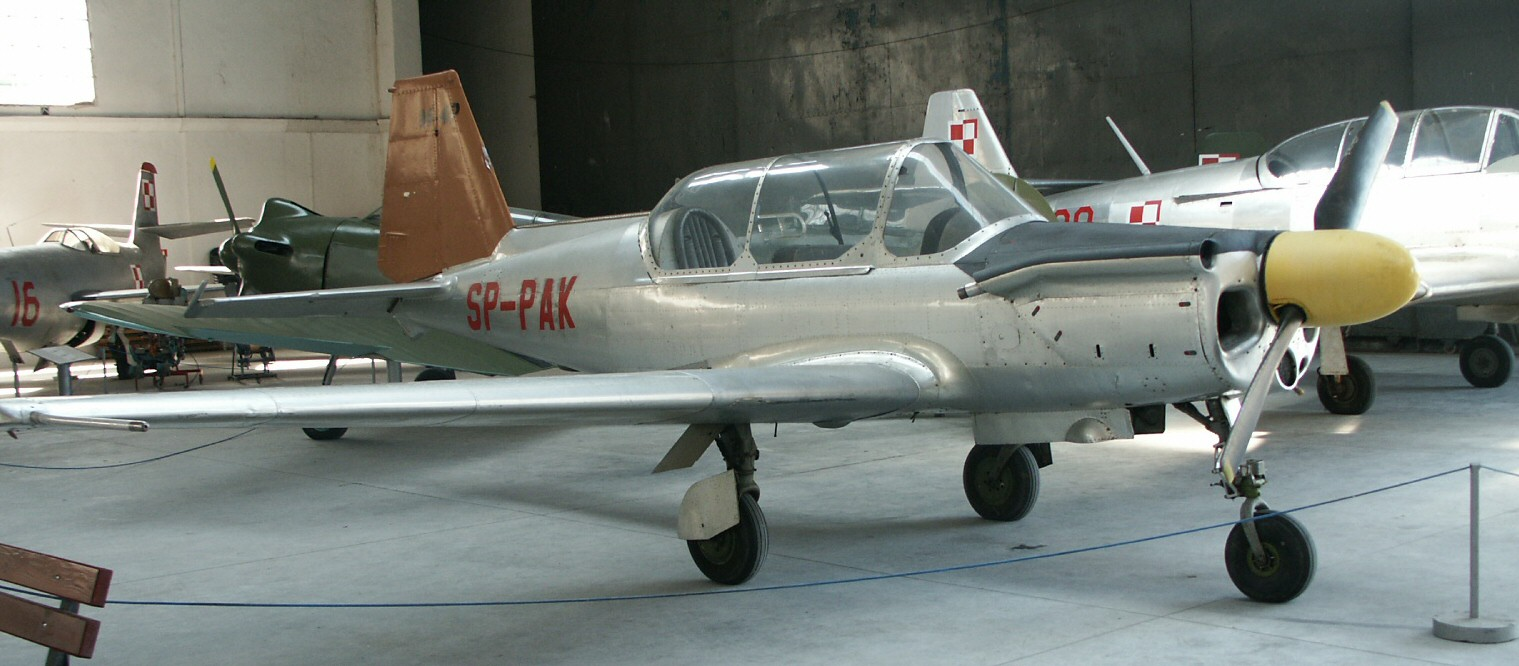
PZL M-4 Tarpan

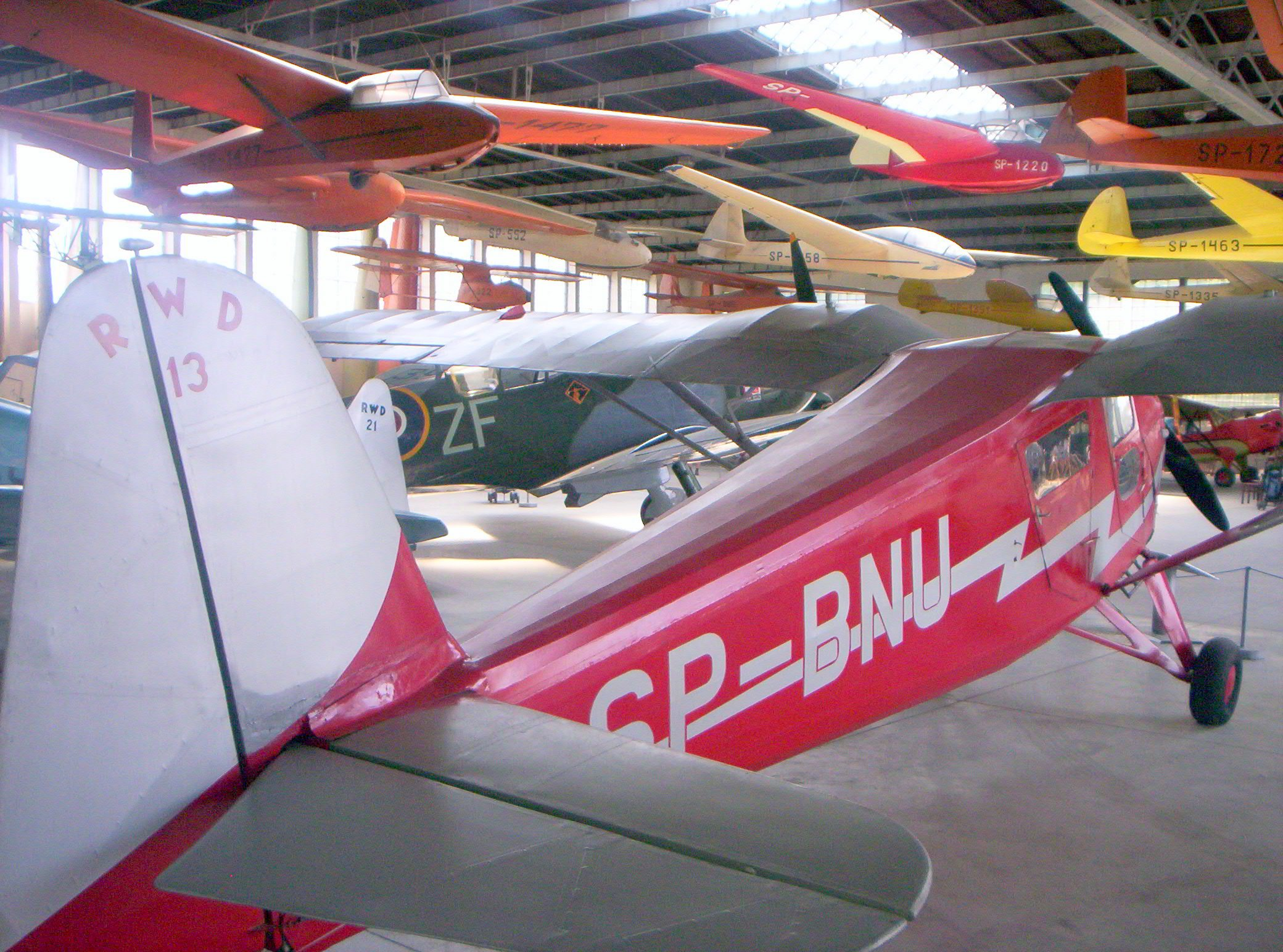
RWD-13

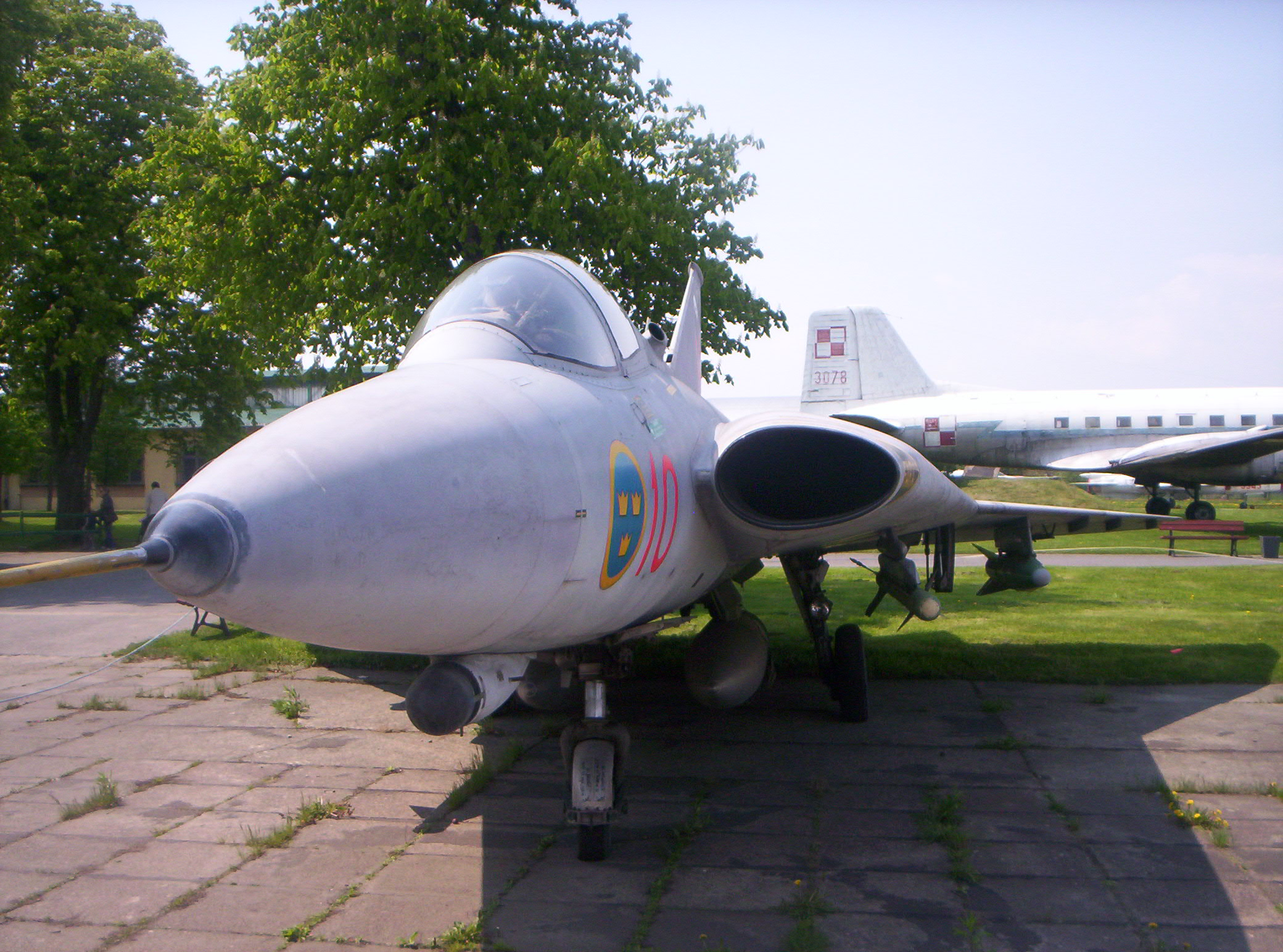
Saab J 35J Draken

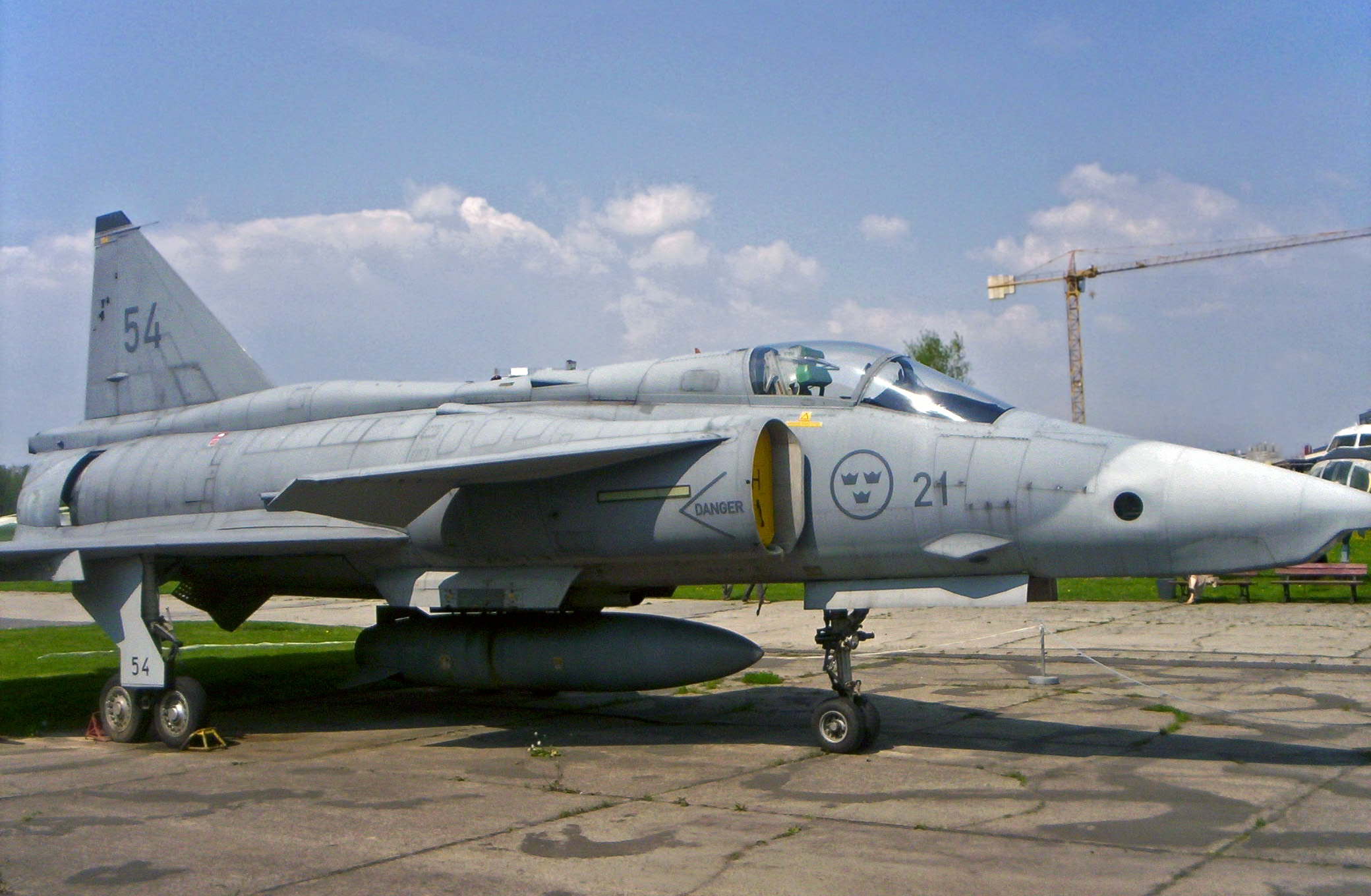
Saab JASF37 Viggen

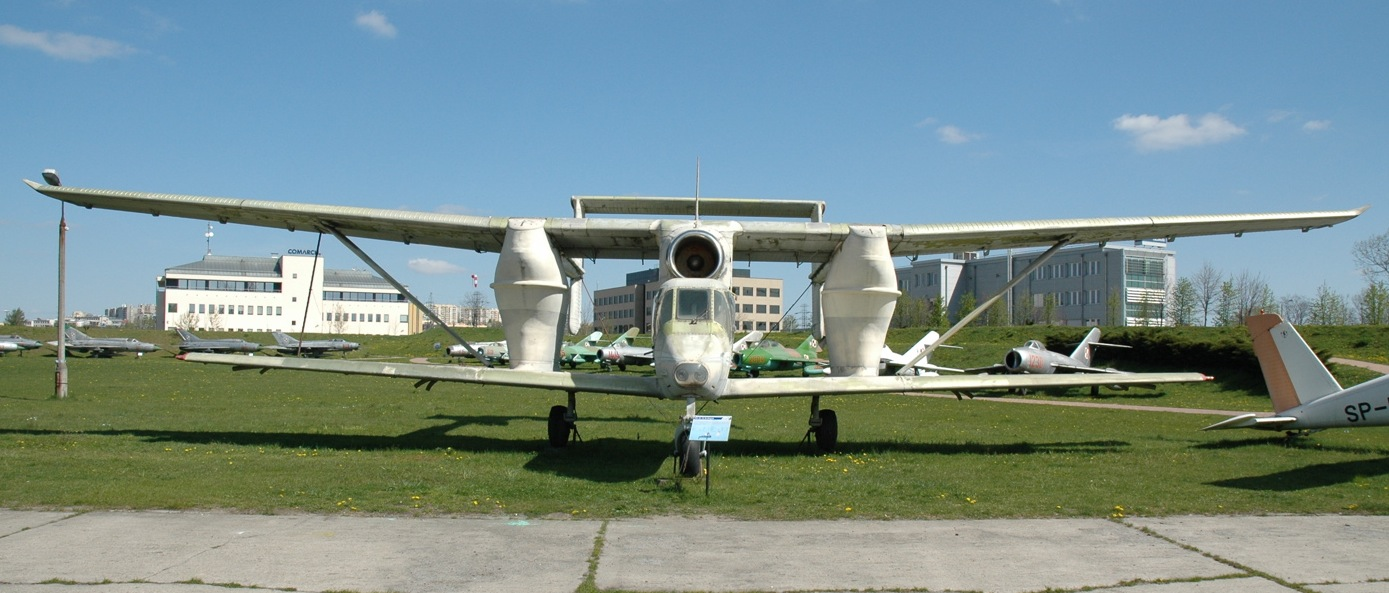
WSK-Mielec M-15 (Belphegor).

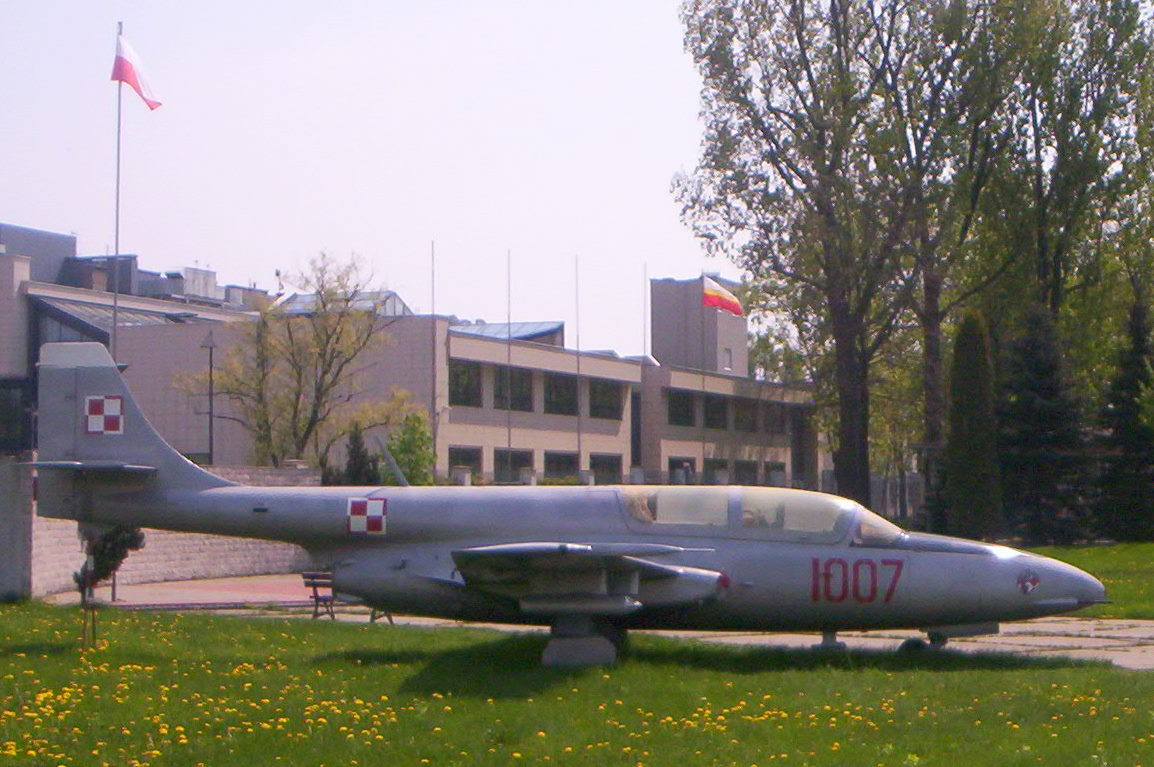
TS-11 Iskra

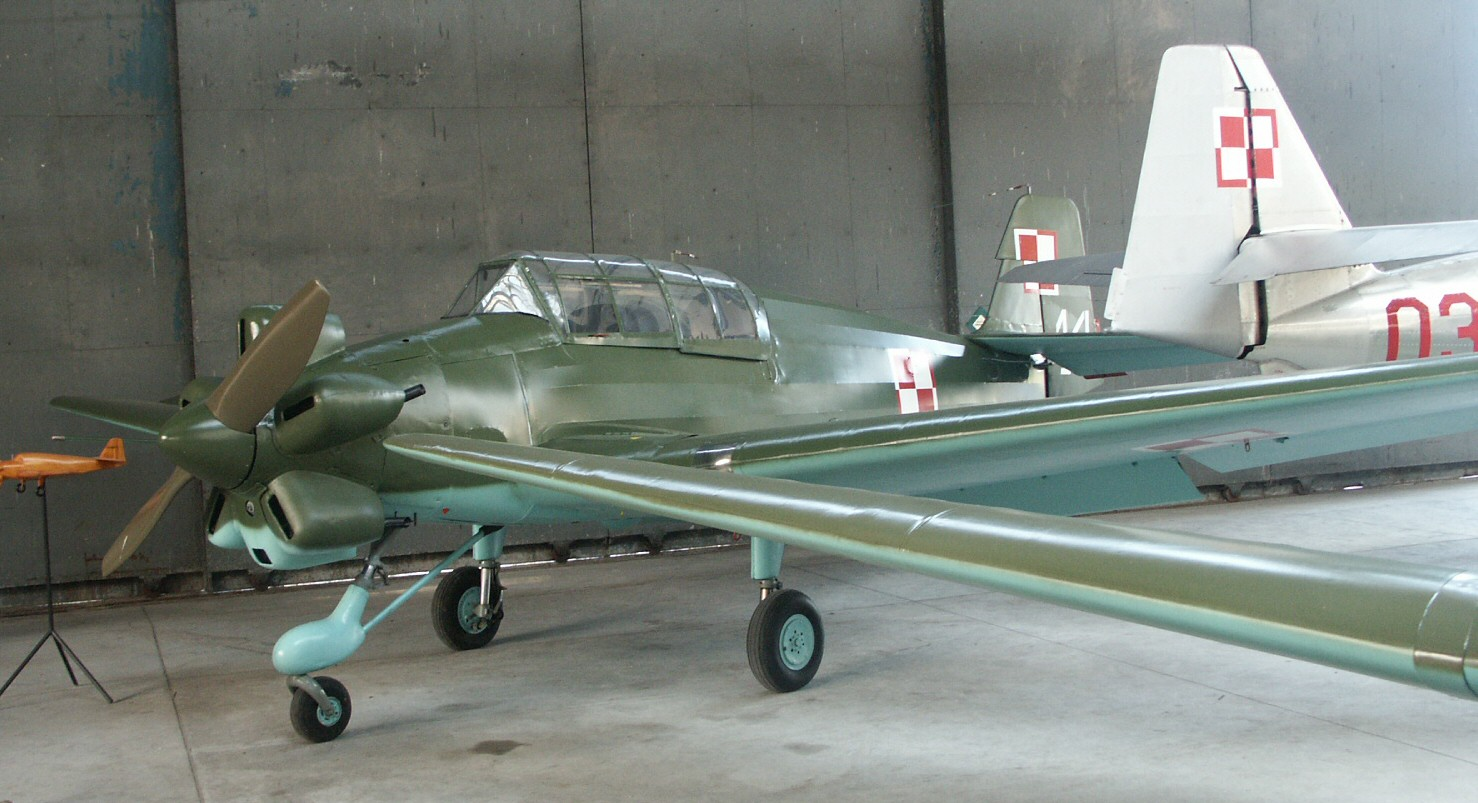
WSK TS-9 Junak 3

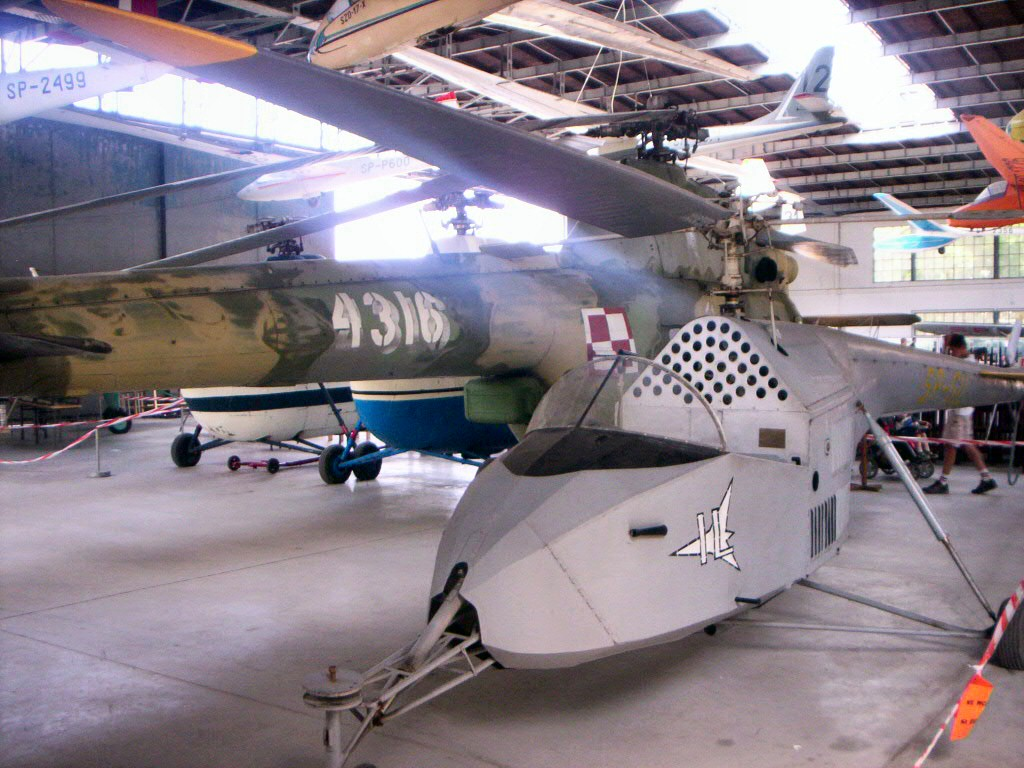
BŻ-1 GIL (SP-GIL)

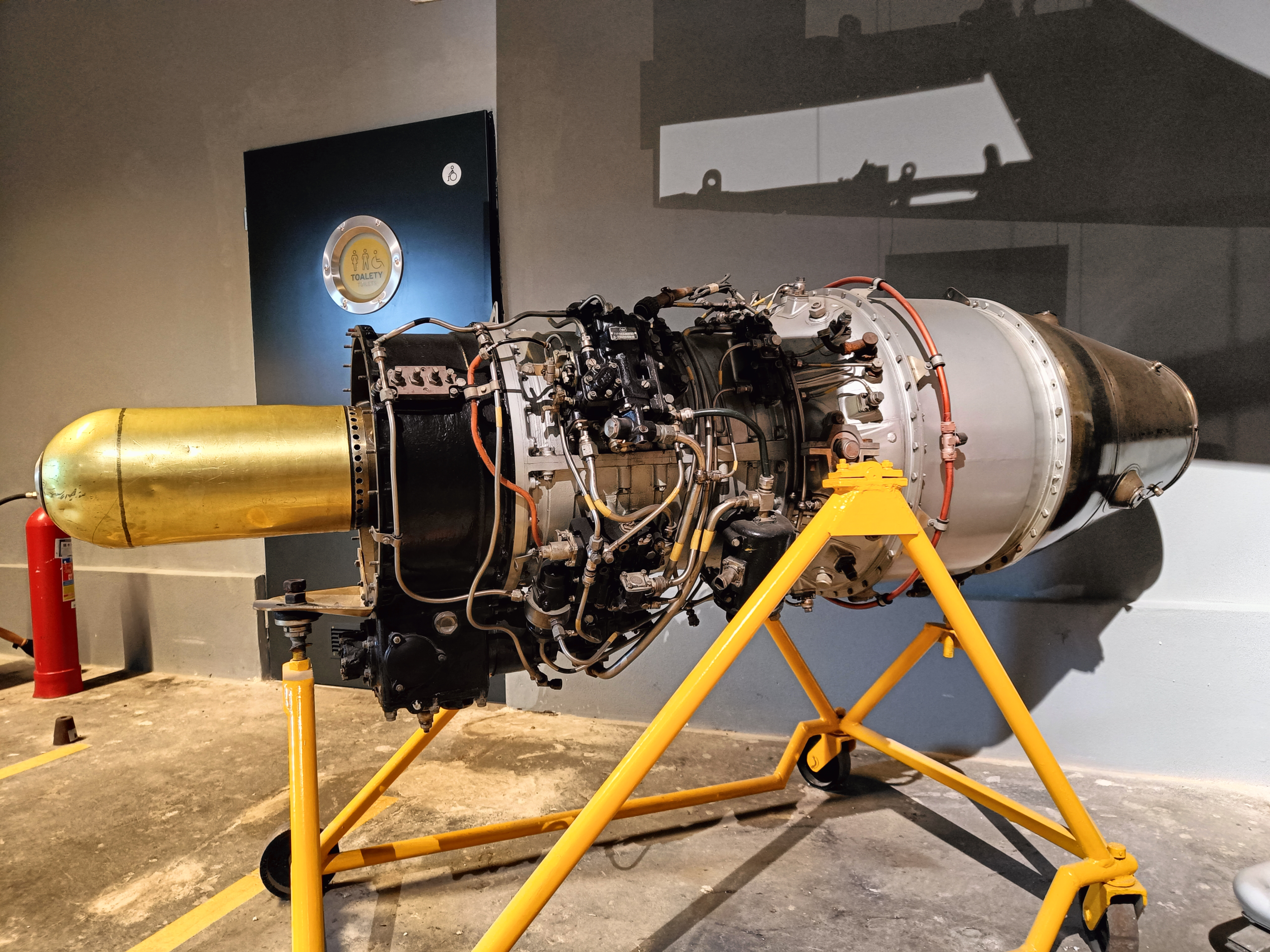
Il turbogetto WSK SO-1

Il Museo dell'aviazione polacca (polacco: Muzeum Lotnictwa Polskiego w Krakowie) è un importante museo di velivoli storici e motori aeronautici situato a Cracovia, in Polonia. Sorge sul sito dell'aeroporto abbandonato di Rakowice-Czyżyny (polacco: lotnisko Kraków-Rakowice-Czyżyny).
Con la sua collezione di oltre 200 velivoli (dato del 2005) tra cui alianti, e oltre 100 motori aeronautici risulta tra i più importanti musei mondiali del settore. Anche se sono diversi i velivoli esposti in fase iniziale di restauro il museo annovera tra le sue strutture esemplari rimasti gli unici a livello mondiale. Il museo inoltre ospita una vasta libreria e archivi fotografici dedicati all'aeronautica nazionale e mondiale.

## Collezione

### Velivoli
- Aero Ae-145
- Aero L-60 Brigadýr
- Albatros B.II
- Albatros C.I (solo fusoliera)
- Albatros H.1 (solo fusoliera)
- Avia B.33 (Ilyushin Il-10 costruito su licenza in Cecoslovacchia)
- Aviatik C.III (solo fusoliera)
- Blériot XI (replica)
- Bücker Bü 131B Jungmann
- Cessna A-37B Dragonfly
- Cessna UC-78A Bobcat
- Curtiss Export Hawk II (solo fusoliera)
- Dassault Mirage 5
- de Havilland 82A Tiger Moth II
- DFW C.V (solo fusoliera)
- Farman IV (replica)
- Grigorovich M-15
- Halberstadt CL.II (solo fusoliera e sezione centrale dell'ala)
- Ilyushin Il-14S (VEB)
- Ilyushin Il-28R
- Ilyushin Il-28U
- Yakovlev Yak-11
- Yakovlev Yak-12
- Yakovlev Yak-17UTI (Jak-17W)
- Yakovlev Yak-18
- Yakovlev Yak-23
- Yakovlev Yak-42
- Let L-200A Morava
- Levavasseur Antoinette (solo fusoliera)
- LFG Roland D.VI (solo fusoliera)
- Lisunov Li-2
- LVG B.II (incompleto)
- LWD Szpak-2
- LWD Żuraw (da restaurare)
- The MAK - 30 supersonic flying target
- MiG-19 PM
- MiG-21 F-13
- MiG-21 MF
- MiG-21 bis
- MiG-21 PF
- MiG-21 PFM
- MiG-21 R
- MiG-21 U
- MiG-21 UM
- MiG-21 US
- MiG 23 MF
- MiG-29
- North American T-6G Texan
- Northrop F-5E Tiger II
- Piper L-4A Grasshopper
- Polikarpov Po-2 LNB
- PWS-26
- WSK-Mielec M-15 Belphegor
- PZL M-4 Tarpan
- PZL P.11c
- PZL S-4 Kania 3
- PZL Szpak 4T
- PZL-104 Wilga
- PZL-105 Flaming
- PZL-106A Kruk
- PZL 130 Orlik
- PZL TS-11 Iskra bis B
- RWD-13
- RWD-21
- Saab J 35J Draken
- Saab JASF37 Viggen
- Sopwith F.1 Camel (solo fusoliera e sezione centrale dell'ala)
- Sukhoi Su-7 BKL
- Sukhoi Su-7 BM
- Sukhoi Su-7 UM
- Sukhoi Su-20
- Sukhoi Su-22 M4
- Supermarine Spitfire LF Mk XVIE
- Tupolev Tu-134A
- Tupolev Tu-2S
- WSK Lim-1
- WSK Lim-2
- WSK Lim-5
- WSK Lim-6bis
- WSK Lim-6M
- WSK Lim-6MR
- WSK MD-12F
- WSK SB Lim-2
- WSK SB Lim-2A
- TS-8 Bies
- WSK TS-9 Junak 3
- Zlin Z-26 Trener

Il museo è in possesso di altri esemplari incompleti, molti dei quali situati nei magazzini.

### Alianti
- IS-1 Sęp bis
- IS-3 ABC
- IS-4 Jastrząb
- IS-A Salamandra
- IS-B Komar 49
- IS-C Żuraw
- S-1 Swift
- SZD-6X Nietoperz
- SZD-8 bis Jaskółka
- SZD-9 bis Bocian 1A
- SZD-10 bis Czapla
- SZD-12 Mucha 100
- SZD-15 Sroka
- SZD-17X Jaskółka L
- SZD-18 Czajka
- SZD-19-2A Zefir 2A
- SZD-21 Kobuz 3
- SZD-22 Mucha Standard
- SZD-25A Lis
- SZD-43 Orion
- WWS Wrona bis
- WWS-2 Żaba

### Motoaliante
- HWL Pegaz (SP-590)

Il museo è in possesso di altri esemplari incompleti, molti dei quali situati nei magazzini.

### Elicotteri
- BŻ-1 GIL
- BŻ-4 Żuk
- JK-1 Trzmiel
- Mil Mi-4 A
- Mil Mi-4 ME
- WSK Mi-2 URP
- WSK Mi-2Ch
- WSK SM-1 (Mil Mi-1 prodotto su licenza in Polonia)
- WSK SM-2

### Motori aeronautici
| - AI-14R - AI-24WT - Alfa Romeo 126 RC.34 - Argus As 5 - Argus As 7 - Argus As 8 - Argus As 10 C - Argus As 410 - Armstrong Siddeley Genet - Austro-Daimler DM 200 - Avia M-332 - Avia M-337 - Benz Bz.IVd - BMW 132Z - BMW 801 D2 - BMW IIIa - Bramo 323 Fafnir - Breda (lic. SPA 6A) - Bristol Cherub I - Bristol Pegasus X - Clerget-Blin Type 9B - Daimler-Benz DB 600 G - Farman 12 WE - Farman 9 EFR - Gnome-Rhône 9Ab Jupiter - Gnome-Rhône 9KRd Mistral - GTD-350 - Hirth HM 504A - Hirth HM 508 - Hirth HM 60R - Hispano-Suiza 12X - Hispano-Suiza 82 - Isotta Fraschini Bianchi V.4B - Junkers Jumo 205 - Junkers Jumo 211 - Junkers L 8 - Klimov M-103 - Klimov VK-105 PF - Klimov RD-500 - Le Rhône 9 - Liberty L-12 - LIT-3 (lic. Ivchenko AI-26) - Lorraine-Dietrich 12 Eb - Lorraine Sterna - Ljul'ka AL-7F - Maybach HSLU - Maybach Mb.IV - Mercedes Benz F-7502 - Mercedes D.IIIa - Mercedes D.IVa - Mercedes D.IVb | - Mercedes E 4F - Mikulin AM-34 - Mikulin AM-35A - Mikulin M-42 - Mikulin AM-38F - NAG C III - Praga Doris 208B - Pratt & Whitney R-1830 Twin Wasp - Pratt & Whitney R-2800 - PZInż. Junior - PZInż. Major Typ 4 - PZL Pegaz II - PZL Pegaz VIII - PZL WN-3 - R-11 - R-13 - R-27 - RAF 3A Napier - RAF 4A Daimler - RD-10A - RD-9B - Renault 12FE - Renault 6Q11 - Rolls-Royce Eagle Mk IX - Rolls-Royce Kestrel II S - Rolls-Royce Merlin Mk XX - 9D21 - R-11 (SCUD) - Salmson 9Ad - Salmson Z-9 - Siemens-Halske Sh 14 - Wójcicki's ramjet engine - Sunbeam Mohawk - Shvetsov ASh-21 - Shvetsov ASh-62 IR - Shvetsov ASh-82 FN - Shvetsov M-11 D - Shvetsov M-11 FR - Walter HWK 109-501 - Walter HWK 109-507 - Walter Minor 4-III - Walter Mistral K-14 - Wright R-2600 Cyclone 14 - Wright Whirlwind R-975 - WSK Lis-2 - WSK NP-1 - WSK SO-1 |